# Ocaña (kommunhuvudort)
Ocaña är en kommunhuvudort i Spanien.   Den ligger i provinsen Toledo och regionen Kastilien-La Mancha, i den centrala delen av landet, 50 km söder om huvudstaden Madrid. Ocaña ligger 741 meter över havet och antalet invånare är 6 913.
Terrängen runt Ocaña är huvudsakligen platt, men norrut är den kuperad. Runt Ocaña är det ganska glesbefolkat, med 43 invånare per kvadratkilometer. Närmaste större samhälle är Aranjuez, 12,0 km nordväst om Ocaña. Trakten runt Ocaña består till största delen av jordbruksmark.